# (20256) Adolfneckař
(20256) Adolfneckař, désignation internationale (20256) Adolfneckar, est un astéroïde de la ceinture principale.

## Description
(20256) Adolfneckar est un astéroïde de la ceinture principale. Il fut découvert le 23 mars 1998 à l'observatoire d'Ondřejov par Petr Pravec. Il présente une orbite caractérisée par un demi-grand axe de 2,36 UA, une excentricité de 0,19 et une inclinaison de 4,9° par rapport à l'écliptique.

## Compléments